# Dänische Badmintonmeisterschaft 2013
Die Dänische Badmintonmeisterschaft 2013 fand vom 2. bis zum 5. Februar 2013 in Vejen statt.

## Sieger und Platzierte
| Disziplin    | Gold                                    | Silber                              | Bronze                                  |
| ------------ | --------------------------------------- | ----------------------------------- | --------------------------------------- |
| Herreneinzel | Jan Ø. Jørgensen                        | Morten Brødbæk                      | Peter Mikkelsen                         |
| Herreneinzel | Jan Ø. Jørgensen                        | Morten Brødbæk                      | Viktor Axelsen                          |
| Dameneinzel  | Tine Baun                               | Karina Jørgensen                    | Louise Grimm Hansen                     |
| Dameneinzel  | Tine Baun                               | Karina Jørgensen                    | Mette Poulsen                           |
| Herrendoppel | Rasmus Bonde Mads Conrad-Petersen       | Anders Skaarup Rasmussen Kim Astrup | Theis Christiansen Niclas Nøhr          |
| Herrendoppel | Rasmus Bonde Mads Conrad-Petersen       | Anders Skaarup Rasmussen Kim Astrup | Mikkel Delbo Larsen Mads Pedersen       |
| Damendoppel  | Kamilla Rytter Juhl Christinna Pedersen | Line Damkjær Kruse Marie Røpke      | Maiken Fruergaard Sara Thygesen         |
| Damendoppel  | Kamilla Rytter Juhl Christinna Pedersen | Line Damkjær Kruse Marie Røpke      | Lena Grebak Maria Helsbøl               |
| Mixed        | Rasmus Bonde Christinna Pedersen        | Kim Astrup Sørensen Maria Helsbøl   | Anders Kristiansen Julie Houmann        |
| Mixed        | Rasmus Bonde Christinna Pedersen        | Kim Astrup Sørensen Maria Helsbøl   | Christian Skovgaard Kamilla Rytter Juhl |